# Coupe du monde d'échecs 2002
Navigation
Édition précédente Coupe du monde d'échecs 2005
La Coupe du monde d'échecs 2002, qui est la deuxième Coupe du monde d'échecs, était un tournoi d'échecs de catégorie XVI à 24 joueurs joué entre le 9 octobre et le 22 octobre 2002 à Hyderabad, en Inde. 
Le tournoi a été accueilli à Ramoji Film City et organisé par la FIDE en collaboration avec la All India Chess Federation. L'ancien vainqueur de la Coupe du monde Viswanathan Anand a battu Rustam Kasimdzhanov en finale pour conserver le titre.

## Format
Le tournoi a commencé par une phase de groupe, composée de 4 groupes de six joueurs chacun. Chaque joueur a joué une fois une partie contre chacun des autres joueurs de son groupe. À la fin de la phase de groupes, les deux meilleurs joueurs de chaque groupe ont atteint les quarts de finale. Dans les tours à élimination directe, chaque joueur a disputé deux parties contre son adversaire. Si le match était à égalité après les 2 parties, des parties rapides puis, en cas d'égalité,  des parties de blitz ont été utilisés pour déterminer un vainqueur.

## Participants
Tous les joueurs sont des grands maîtres sauf indication contraire.
1. Viswanathan Anand (IND), 2755
2. Vassily Ivanchuk (UKR), 2709
3. Alexander Morozevich (RUS), 2707
4. Nigel Short (ENG), 2684
5. Alexey Dreev (RUS), 2673
6. Vladimir Malakhov (RUS), 2670
7. Krishnan Sasikiran (IND), 2670
8. Ye Jiangchuan (CHN), 2667
9. Zurab Azmaiparashvili (GEO), 2666
10. Sergei Rublevsky (RUS), 2664
11. Rustam Kasimdzhanov (UZB), 2653
12. Alexander Beliavsky (SVN), 2650
13. Xu Jun (CHN), 2643
14. Teimour Radjabov (AZE), 2628
15. Bartłomiej Macieja (POL), 2615
16. Giovanni Vescovi (BRA), 2614
17. Jaan Ehlvest (EST), 2600
18. Hichem Hamdouchi (MAR), 2593
19. Alex Yermolinsky (USA), 2575
20. Pentala Harikrishna (IND), 2551
21. Mohammed Al-Modiahki (QAT), 2550
22. Surya Ganguly (IND), 2531, IM
23. Saidali Iuldachev (UZB), 2511
24. Watu Kobese (RSA), 2399, IM

## Calendrier
| Ronde            | Dates           |
| ---------------- | --------------- |
| Phase de groupe  | 5–13 Octobre    |
| Quart de finales | 15 & 16 Octobre |
| Demi-finales     | 17 & 18 Octobre |
| Finale           | 19 & 20 Octobre |

## Phase de poules
Les phases de groupes ont présenté un certain nombre de bouleversements surprenants, les trois premières têtes de série ayant toutes du mal à rester en lice. Anand, tête de série n ° 1, a surmonté une défaite précoce contre Krishnan Sasikaran avec des victoires sur Kasimdzhanov et Al-Modiahki pour terminer deuxième de son groupe. Vassily Ivanchuk a eu moins de chance, abandonnant des matchs à Malakhov et Macieja et terminant cinquième du groupe A. Morozevich ne s'est jamais remis après avoir subi un début désastreux avec trois défaites consécutives contre Ehlvest, Ganguly et Harikrishna. Il n'a marqué qu'un point en cinq matches, terminant avant-dernier de tout le tournoi et chutant en dessous de 2700 en classement Elo pour la première fois depuis 1998. 
| Group A            | Pts. | Group B               | Pts. | Group C              | Pts. | Group D              | Pts. |
| ------------------ | ---- | --------------------- | ---- | -------------------- | ---- | -------------------- | ---- |
| Vladimir Malakhov  | 3½   | Alexey Dreev          | 3½   | Rustam Kasimdzhanov  | 3½   | Alexander Beliavsky  | 3½   |
| Ye Jiangchuan      | 3    | Sergei Rublevsky      | 3    | Viswanathan Anand    | 3    | Nigel Short          | 3½   |
| Bartłomiej Macieja | 3    | Teimour Radjabov      | 3    | Krishnan Sasikiran   | 2½   | Jaan Ehlvest         | 3½   |
| Giovanni Vescovi   | 3    | Zurab Azmaiparashvili | 2½   | Hichem Hamdouchi     | 2½   | Surya Ganguly        | 2    |
| Vassily Ivanchuk   | 2    | Alex Yermolinsky      | 1½   | Mohammed Al-Modiahki | 2    | Pentala Harikrishna  | 1½   |
| Saidali Iuldachev  | ½    | Watu Kobese           | 1½   | Xu Jun               | 1½   | Alexander Morozevich | 1    |

## Matchs à élimination directe
|  | Quarts de finale | Quarts de finale    | Quarts de finale    |                   |                     | Demi-finales | Demi-finales | Demi-finales |  |  | Final | Final               | Final |
|  |                  |                     |                     |                   |                     |              |              |              |  |  |       |                     |       |
|  |                  | Alexander Beliavsky | 1½                  |                   |                     |              |              |              |  |  |       |                     |       |
|  |                  | Sergei Rublevsky    | ½                   |                   |                     |              |              |              |  |  |       |                     |       |
|  |                  | Sergei Rublevsky    | ½                   |                   | Alexander Beliavsky | ½            |              |              |  |  |       |                     |       |
|  |                  |                     |                     |                   | Alexander Beliavsky | ½            |              |              |  |  |       |                     |       |
|  |                  |                     | Rustam Kasimdzhanov | 1½                |                     |              |              |              |  |  |       |                     |       |
|  |                  | Ye Jiangchuan       | Rustam Kasimdzhanov | 1½                | ½                   |              |              |              |  |  |       |                     |       |
|  |                  | Ye Jiangchuan       |                     |                   | ½                   |              |              |              |  |  |       |                     |       |
|  |                  | Rustam Kasimdzhanov | 1½                  |                   |                     |              |              |              |  |  |       |                     |       |
|  |                  |                     |                     |                   |                     |              |              |              |  |  |       | Rustam Kasimdzhanov | ½     |
|  |                  |                     |                     | Viswanathan Anand | 1½                  |              |              |              |  |  |       |                     |       |
|  |                  | Nigel Short         | 1½                  |                   |                     |              |              |              |  |  |       |                     |       |
|  |                  | Alexey Dreev        | 2½                  |                   |                     |              |              |              |  |  |       |                     |       |
|  |                  | Alexey Dreev        | 2½                  |                   | Alexey Dreev        | 2½           |              |              |  |  |       |                     |       |
|  |                  |                     |                     |                   | Alexey Dreev        | 2½           |              |              |  |  |       |                     |       |
|  |                  |                     | Viswanathan Anand   | 3½                |                     |              |              |              |  |  |       |                     |       |
|  |                  | Vladimir Malakhov   | Viswanathan Anand   | 3½                | ½                   |              |              |              |  |  |       |                     |       |
|  |                  | Vladimir Malakhov   |                     |                   | ½                   |              |              |              |  |  |       |                     |       |
|  |                  | Viswanathan Anand   | 1½                  |                   |                     |              |              |              |  |  |       |                     |       |

### Finale
En finale, Viswanathan Anand a défendu son titre de Coupe du monde remporté à Shenyang contre Rustam Kasimdzhanov lors d'un match de deux parties. Le premier match du match s'est terminé par un match nul de 16 coups, Kasimdzhanov n'ayant réussi à faire aucun progrès contre la défense Caro-Kann d'Anand. Dans le match 2, Anand a progressivement surpassé Kasimdzhanov dans la défense Petroff, gagnant un fort avantage après 18 ... N6g5 ?. Kasimdzhanov démissionnerait 11 coups plus tard.
| Name                      | Rating | 1 | 2 | Total |
| ------------------------- | ------ | - | - | ----- |
| Viswanathan Anand (IND)   | 2755   | ½ | 1 | 1½    |
| Rustam Kasimdzhanov (UZB) | 2653   | ½ | 0 | ½     |